# Assinghausen
Assinghausen ist ein Ortsteil der Stadt Olsberg im Hochsauerlandkreis.
Der Ort hat rund 650 Einwohner. Die Haupterwerbszweige sind Tourismus, mittelständische Betriebe und Landwirtschaft.

## Geographie
Assinghausen liegt am Oberlauf der Ruhr, sechs Kilometer südlich von Olsberg an der B 480 Richtung Winterberg.

### Nachbarorte
Die Nachbarorte von Assinghausen sind:
- Brunskappel
- Bruchhausen
- Olsberg
- Wiemeringhausen
- Wulmeringhausen

## Geschichte

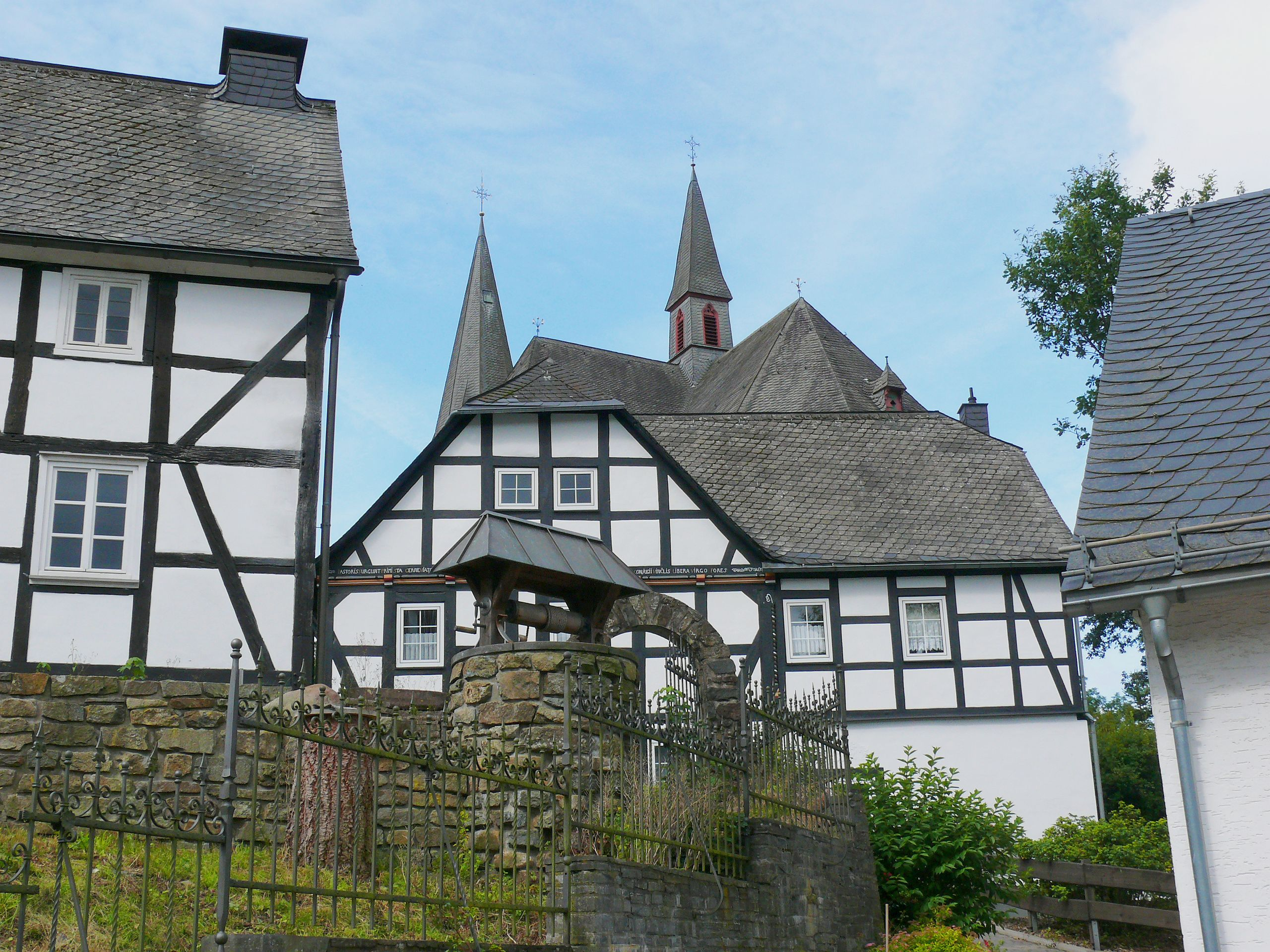
Fachwerkhäuser, Pfarrkirche im Hintergrund

Das Dorf wurde um das Jahr 800 gegründet. Der Ortsname geht auf den Siedlernamen Azzo zurück. Man geht davon aus, dass dieser ein sächsischer Adliger war und im 8. Jahrhundert auf der Suche nach einem Siedlungsplatz durchs Ruhrtal zog. Mit ihm zog wahrscheinlich seine Sippe und seine Abhängigen. Sie fanden einen geeigneten Siedlungsplatz an der Schirmecke, einem Bach der ständig Wasser führt, was eine wichtige Voraussetzung für die Viehzucht war. Die Siedlung liegt außerdem in einem geschützten Tal, was starke Winde weitgehend abhält.
Die erste urkundliche Erwähnung ist ein Ablass für die Kirche St. Peter in Assinghausen aus dem Jahr 1300.
Oberhalb von Assinghausen, „Auf dem Potthofe am Blaumenbuske“, befand sich jahrhundertelang der Freistuhl des Freien Grund Assinghausen. Hier wurde zeitweise für 43 Dörfer Recht gesprochen.
1827 wurde der Sauerländer Heimatdichter Friedrich Wilhelm Grimme in Assinghausen geboren. Ihm zu Ehren errichtete man 1907 das Grimme-Denkmal.
In dem 1817 errichteten Wohnhaus an der Hauptstraße 38 (heute zwischen Grimmestraße 15 – 17) lebten früher verschiedene jüdische Familien. Die letzten Bewohner waren die Angehörigen der Familie Heinemann (Hermann) Löwenstein. Hermann Löwenstein starb am 2. Juni 1939 in Assinghausen. Seine Ehefrau und fünf seiner Kinder neben deren Ehepartner wurden Opfer des Holocaust. An das sogenannte „Judenhaus“ erinnert eine Gedenktafel, für vier Mitglieder der Familie sind dort Stolpersteine zu finden.
Im Zweiten Weltkrieg fielen 32 Männer aus dem Dorf als Soldaten, davon die meisten an der Ostfront, oder starben in Gefangenschaft.
Der Volkssturm aus Assinghausen musste am 7. März 1945 1300 Fremdarbeiter aus der Sowjetunion, darunter auch Frauen und Kinder, auf deren Fußmarsch von Elpe nach Brilon-Wald bewachen. Die Verpflegung musste die Gemeinde Assinghausen stellen. Als am 20. März nach einem Angriff alliierter Flugzeuge ein Munitionszug auf dem Bahnhof Willingen explodierte, flogen Granaten bis in die Gemarkung Assinghausen. Am 31. März begann der Volkssturm mit dem Bau einer Panzersperre auf der Straße in Richtung Olsberg. In Assinghausen befanden sich zahlreiche Wehrmachtsverbände. In der Nacht vom 3. auf den 4. April trafen die ersten Granaten von US-Truppen aus Richtung Winterberg das Gemeindegebiet. Als am 5. April US-Truppen aus Altenbüren Olsberg erreichten, flohen die Wehrmachts-Verbände in Richtung Wulmeringhausen. Das Dorf wurde massiv mit Granaten beschossen. Ein Haus bekam einen Volltreffer. Die meisten Einwohner flohen in die Wälder. Um 15 Uhr erreichte ein Stoßtrupp von US-Soldaten das Dorf. Wenig später rollten US-Panzer in den Ort. Ein Bauer wurde auf seiner Haustreppe erschossen. Alle Häuser wurden durchsucht. Von der Wehrmacht entlassene ehemalige Soldaten wurden gefangen genommen. Um das und in dem Dorf in Stellung gebrachte US-Geschütze begannen, Ziele im Westen zu beschießen. Bäume und Masten der Hochspannungsleitung, welche in Schussrichtung standen, wurden umgesprengt bzw. von Panzern umgerissen. Ein Feldflugplatz für Nahaufklärer wurde angelegt. Auf der Straße nach Bruchhausen fuhr ein US-Panzer auf eine Mine und explodierte. Bis zum 8. Mai gab es Überfälle und Diebstähle durch ehemalige Fremdarbeiter. Wenige Tage nach der deutschen Kapitulation zogen die letzten US-Soldaten ab. Zwei evakuierte Kinder starben bei der Explosion einer herumliegenden Gewehrgranate der Wehrmacht.
Seit dem 1. Januar 1975 ist der Ort ein Teil der Gemeinde Olsberg.

## Gebäude
Eine Anzahl von gepflegten alten Fachwerkhäusern mit geschnitzten Füllhölzern und Inschriften beleben das Ortsbild. Teilweise stehen auf den verschieferten Dächern schmiedeeiserne Wetterfahnen. Ein ortsbildprägendes Gebäude ist die katholische Pfarrkirche St. Katharina. Zudem steht der Reisen-Speicher, die alte Zehntscheuer, unter Denkmalschutz. Sehenswert ist auch die Küsterlandkapelle. Ein weiteres unter Denkmalschutz stehendes Gebäude ist das Josefsheim, ein ehemaliges Kloster und Schwesternhaus.

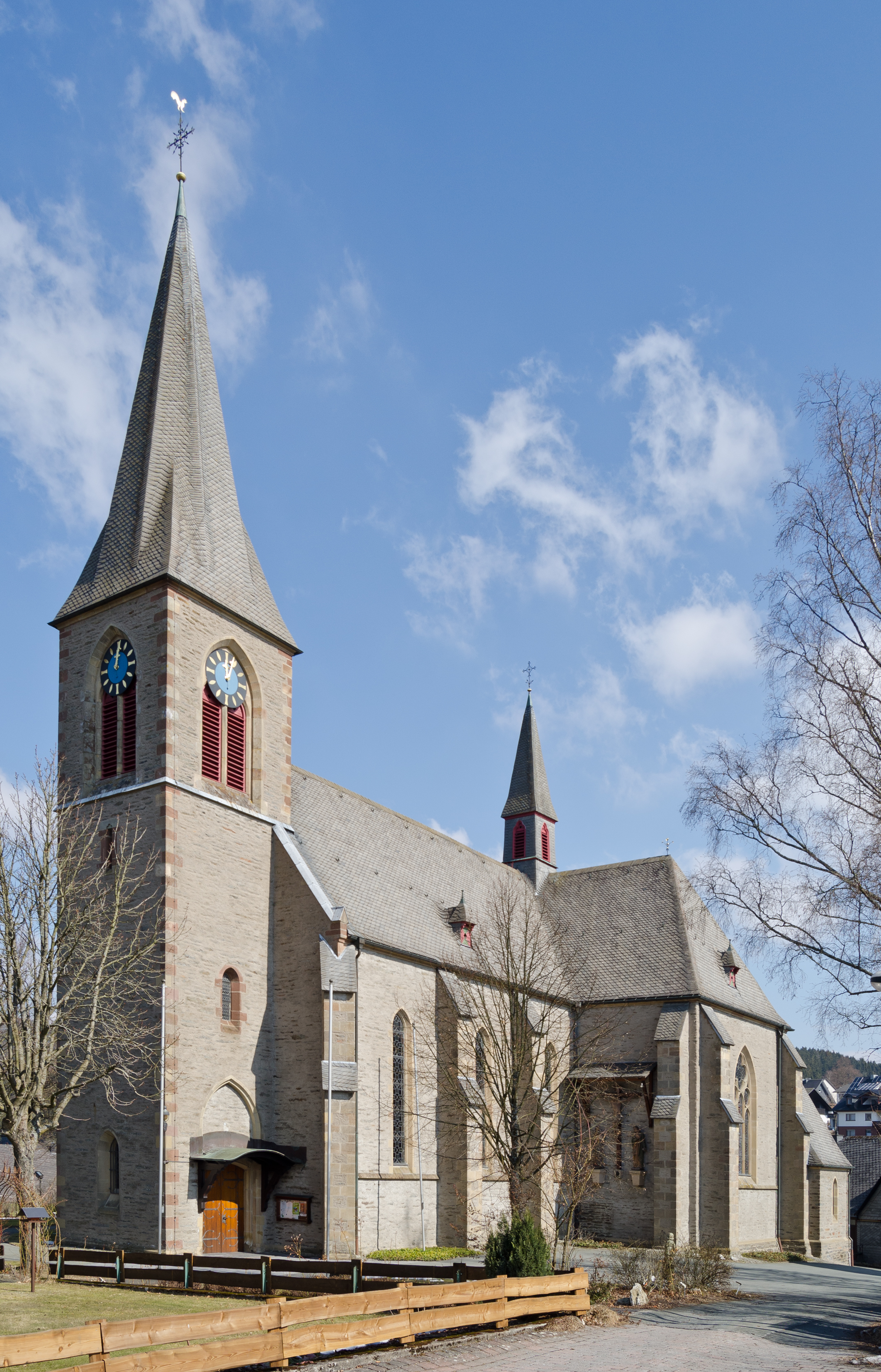
Pfarrkirche St. Katharina, erbaut von Arnold Güldenpfennig
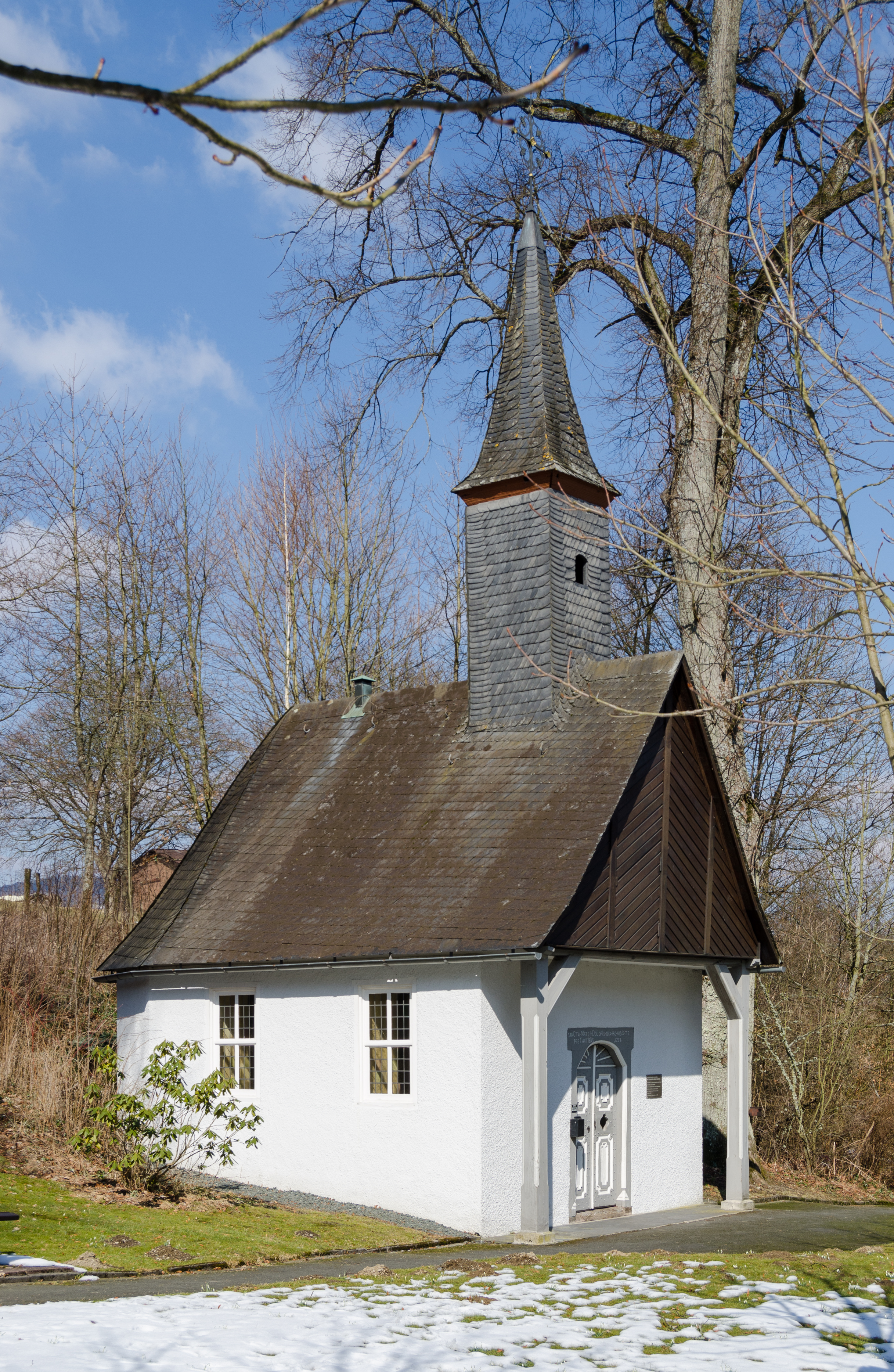
Küsterlandkapelle
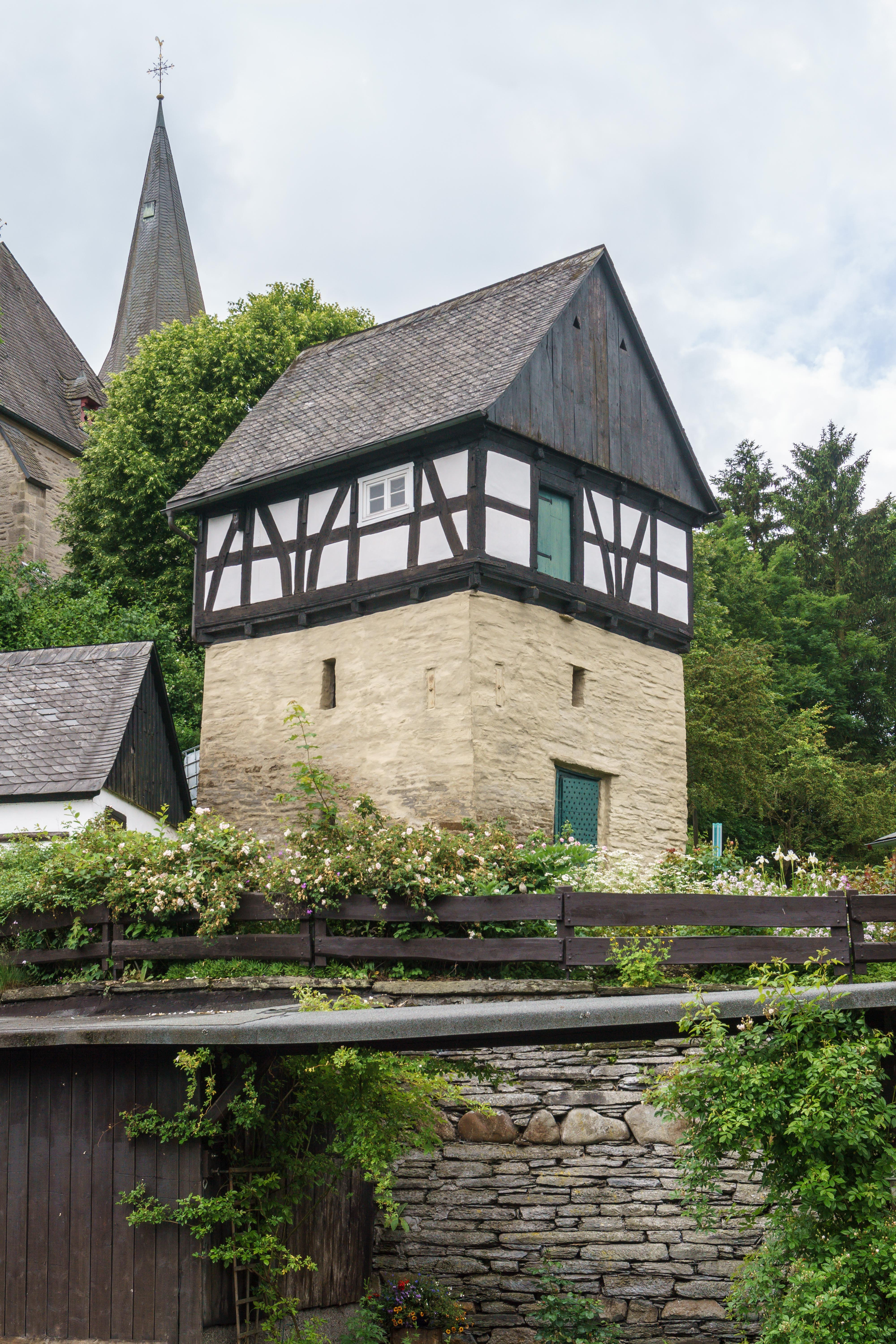
Reisen-Speicher
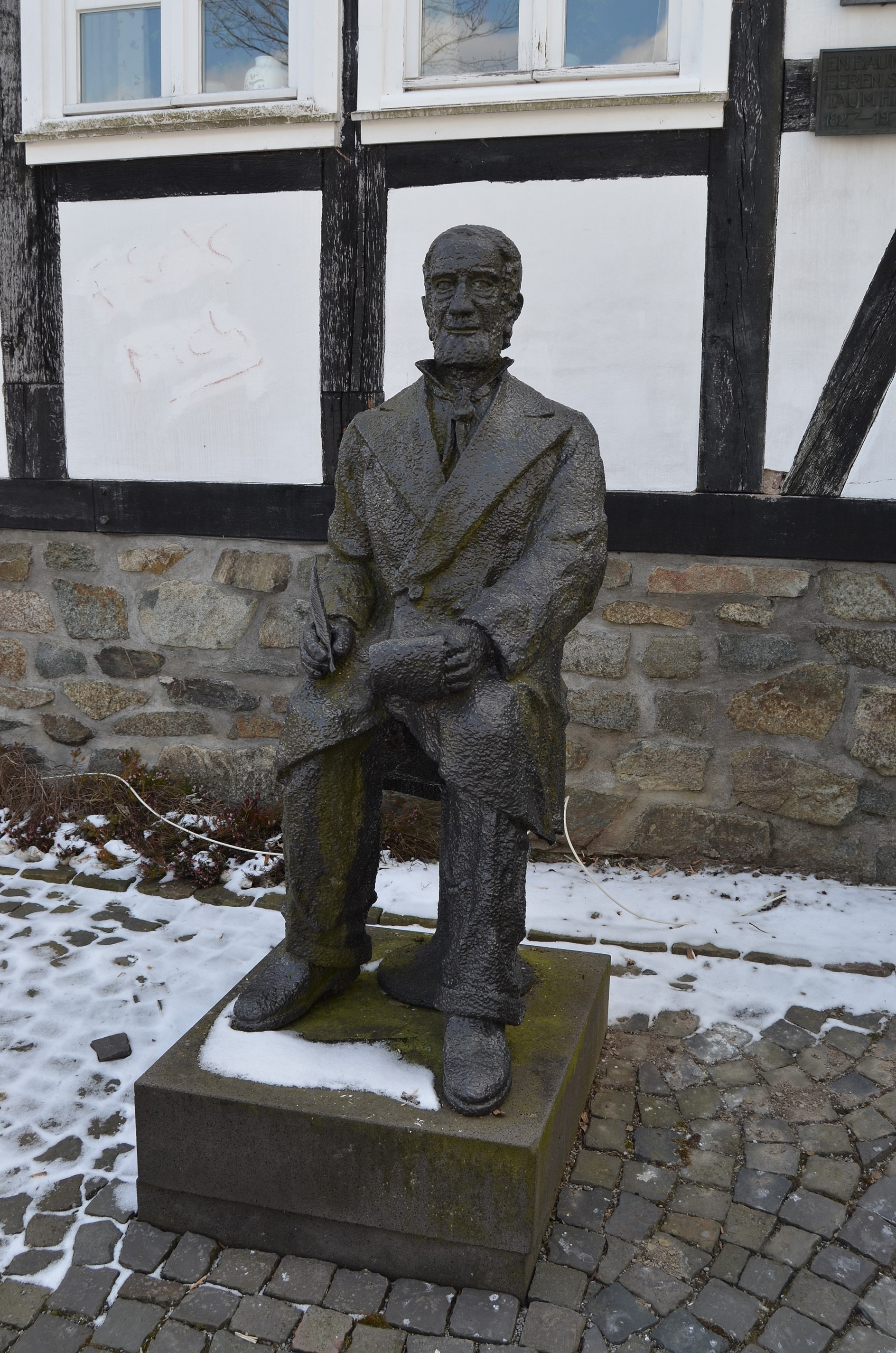
Skulptur Grimmes vor dessen Geburtshaus
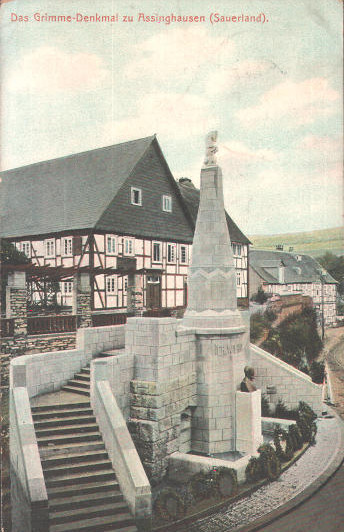
Grimme-Denkmal
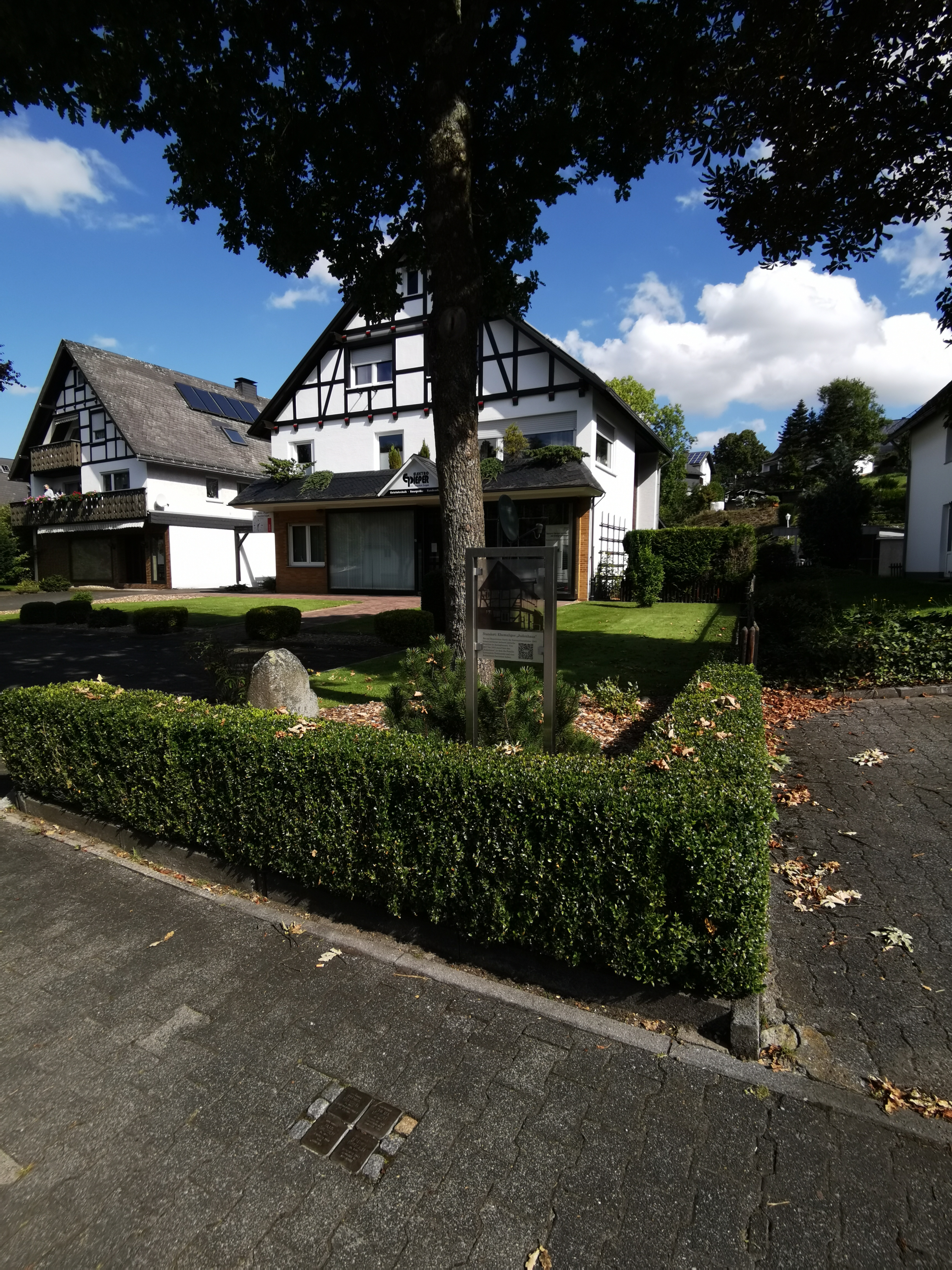
Gedenktafel „Judenhaus“ sowie Stolpersteine

## Auszeichnungen
1989 gewann Assinghausen Landes- und Bundesgold im Wettbewerb Unser Dorf soll schöner werden. Seit 2006 darf sich Assinghausen Rosendorf nennen.

## Wirtschaft
Der Hauptwirtschaftszweig liegt im Tourismus. Ebenfalls haben Kleinbetriebe und Einzelhandel sowie mittelständische Unternehmen ihren Sitz in Assinghausen.

## Söhne und Töchter

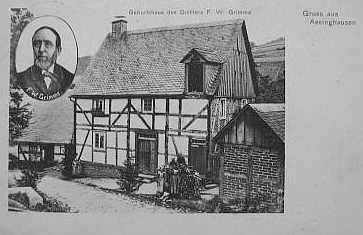
Ansichtskarte mit dem Geburtshaus Grimmes

- Friedrich Wilhelm Grimme (1827–1887), Heimatdichter, Schriftsteller
- Josef Guntermann (1856–1932), Kirchenmaler
- Otto Knoche (1922–2011), Ortsvorsteher, Ortsheimatpfleger, Stadtheimatpfleger, Stadtrat
- Josef Rüther (1881–1972), Heimatforscher und linkskatholischer Publizist
- Heribert Schmidt (1920–2008), Heimatdichter und Kommunalpolitiker
- Felix Tüllmann († 1797) Abt des Abdinghofes, Paderborn
- Karl Weiken (1895–1983), Geodät, Polarforscher